# Naturlyrik

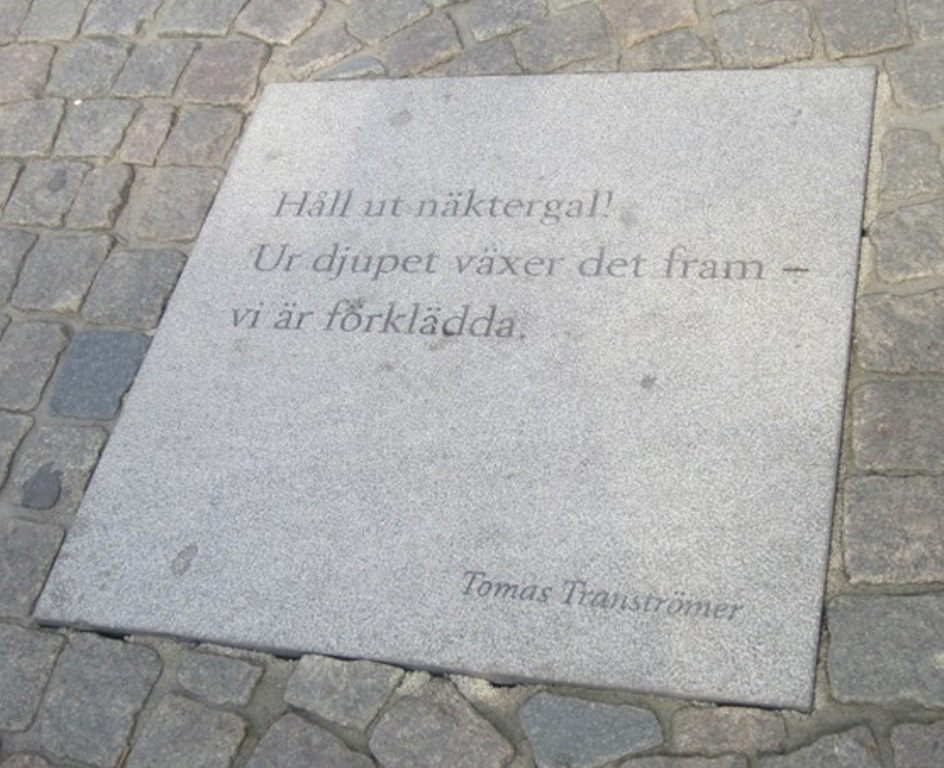
Tomas Tranströmer framhålls ofta som ett exempel på en naturlyrisk poet.

Naturlyrik är en samlande beteckning för lyriska skildringar av naturen eller naturmakterna. Utöver naturen i sig själv är tematik som årstidernas växlingar, naturfenomen och olika motiv i naturen återkommande.
Naturlyriken har i relativt låg grad utforskats i svensk litteraturvetenskaplig forskning. Forskningen om naturlyrik har i synnerhet skett i Tyskland.

## Definitioner
Akademikerna Ann Fisher-Wirth och Laura-Gray Streets har definierat naturlyrik som poesi som “considers nature as subject matter and inspiration” (”behandlar naturen som ämne och inspiration”). De framhåller också att naturlyriken inte behöver vara politiskt-ekologiskt medveten, även om den kan vara det.
Naturlyrik har varit vanligt i en svensk lyrisk tradition. Historiskt har naturlyriken, inte minst i Sverige, präglats av en romantisk syn på naturen. Moderna svenska naturlyriker, som exempelvis Ingela Strandberg och Gunnar D. Hansson, har dock delvis frångått detta, med en tilltagande individualisering av diktjaget, och antropocentrism.
Naturlyrik ligger nära begreppet ekopoesi. Det finns ingen direkt forskning kring var skiljelinjen mellan dessa går. Dessutom används begrepp som naturdikt, ekologisk poesi, planetlyrik och ekokritisk poesi. Ekopoesi har dock ett mer kritiskt förhållningssätt än naturlyriken. Det finns i allmänhet en politisk-ekologisk medvetenhet i ekopoesin, med en problematiserande utgångspunkt. Ekopoesin är i allmänhet kritisk till en antropocentrisk världsbild.

## Forskning
I en svensk kontext har naturlyrik i relativt låg grad varit föremål för litteraturvetenskaplig forskning. I den mån naturen i litteraturen har studerats har det i de flesta fall begränsats till exempelvis barnbokslitteratur eller skogen som motiv i litteraturen, där Sture Packaléns studie av Kerstin Ekmans motiv kan nämnas, och Lena Puhakkas studie av det ickemänskliga i Ekmans Herrarna i skogen. Några akademiker, såsom Laria Savenkova, Emma Karlsson och Maria Landfeldt, har studerat barnlitteratur i förhållande till ekokritik. Ann-Sofi Lönngren har studerat queer ekokritik. Samtidigt har naturen i lyriken varit i det närmaste outforskat i Sverige. Några undantag är Åsa Beckmans och Staffan Bergstens respektive studier av naturlyriken hos Birgitta Lillpers, Thomas Nydahls studie av Josef Kjellgrens naturlyrik samt Michael Ekmans studie av naturlyriken hos Rabbe Enckell. Tommy Olofsson har även skrivit om naturlyrik i Sverige på tyska.
Betydligt fler avhandlingar om naturlyrik har författats i Tyskland, och då i huvudsak vad gäller naturlyrik i tysk eller amerikansk litteratur. Några tyska exempel är Dorothea Hennigs Musik und Metaphysik: Interpretationen zur Naturlyrik von der Aufklärung bis zur Romantik (2000) samt Wolfgang Steuhls Zwei Wege zeitgenössischer amerikanischer Naturlyrik: Studien zu Galway Kinnell, Gary Snyder und Richard Wilbur (1978).

## Författare av naturlyrik (urval)
- Bengt Anderberg[1]
- Kerstin Ekman[1]
- Galway Kinnell[1]
- Gunnar D. Hansson[3]
- Birgitta Lillpers[6]
- Harry Martinson[8]
- Gary Snyder[1]
- Ingela Strandberg[3]
- Tomas Tranströmer[1]
- Per Westermark[1]
- William Wordsworth[3]
- Richard Wilbur[1]